# Strävt/grovt saltgräs
Strävt/grovt saltgräs (Puccinellia festuciformis) är en gräsart som först beskrevs av Nicolaus Thomas Host, och fick sitt nu gällande namn av Filippo Parlatore. Enligt Catalogue of Life ingår Strävt/grovt saltgräs i släktet saltgrässläktet och familjen gräs, men enligt Dyntaxa är tillhörigheten istället släktet saltgrässläktet och familjen gräs. Arten förekommer tillfälligt i Sverige, men reproducerar sig inte. Inga underarter finns listade i Catalogue of Life.